# 長崎ハーブ鯖
長崎ハーブ鯖（ながさきハーブさば）とは、養殖サバのブランド名である。フルーツ魚のひとつとされる。
長崎県松浦市や佐世保市の4つの会社から成る「長崎さば生産グループ」が共同開発し生産する。
飼料にナツメグ、オレガノ、シナモン、ジンジャーの4種類の西洋ハーブ（香辛料）を混ぜて育てている。
サバは生臭さがあり、柔かくて刺身にしづらいとされるが、この養殖の工夫で、血合いの色がきれいで、生臭さがなく、旬の冬以外にも、脂の乗ったサバを年中食べられる。
2007年から生産され、回転寿司店や居酒屋、ホテルなどにも出荷される。2008年7月に商標登録された。2011年度「ながさき水産業大賞」受賞。なお、長崎県佐世保に「長崎ハーブ鯖茶漬け」という食品が存在する。